# Mame-Ibra Anne
Mame-Ibra Anne (* 7. November 1989 in Colombes) ist ein französischer Leichtathlet, der sich auf den 400-Meter-Lauf spezialisiert hat.

## Sportliche Laufbahn
Mame-Ibra Anne nahm erstmals 2007 an den Französischen U20-Meisterschaften im 400-Meter-Lauf teil, bei denen er den fünften Platz belegen konnte. Zwei Jahre später verbesserte er sich in seinem ersten Wettkampf 2009 um fast zwei Sekunden im Vergleich zu seiner alten Bestzeit auf 46,79 s. Im Juli trat er erstmals bei den Französischen Meisterschaften der Erwachsenen an, bei denen er denen er das B-Finale gewinnen konnte. Ebenfalls im Juli trat er bei den U23-Europameisterschaften in Kaunas an. Dabei erreichte er über 400 Meter das Halbfinale, in dem er als insgesamt 13. den Einzug in das Finale verpasste. Mit der 4-mal-400-Meter-Staffel konnte er schließlich die Bronzemedaille gewinnen. 2010 belegte er den vierten Platz bei den Französischen Meisterschaften und nahm im August mit der Staffel an den Europameisterschaften in Barcelona teil. Mit ihr zog er in das Finale ein, in dem das Quartett auf dem sechsten Platz ins Ziel kam. 2011 nahm Anne zum zweiten Mal an U23-Europameisterschaften, diesmal in Ostrava, teil. Im Finale über 400 Meter verbesserte er seine persönliche Bestzeit auf 46,32 s und belegte damit den fünften Platz. Mit der Staffel verpasste er mit dem vierten Platz knapp den Sprung in die Medaillenränge.
2012 gewann Anne mit neuer Bestzeit von 46,23 s die Bronzemedaille bei den Französischen Meisterschaften. Im August nahm er mit der Staffel an den Europameisterschaften in Helsinki teil. Ihr gelang, mit Anne im Vorlauf, knapp der Einzig in das Finale. Im Finale trat die Staffel dann ohne ihn an und belegte den siebten Platz. 2013 gewann er die Bronzemedaille über 400 Meter bei den Mittelmeerspielen im türkischen Mersin. Kurz darauf verbesserte er sich auf 45,73 s, bevor er im Juli zum bislang einzigen Mal Französischer Meister im 400-Meter-Lauf wurde. 2014 nahm Anne mit der Staffel an den IAAF World Relays auf den Bahamas teil, wenngleich sie nach dem Vorlauf ausschied. Im August trat er bei den Europameisterschaften in Zürich an. Über 400 Meter gelang ihm der Einzug in das Halbfinale, in dem er mit 45,75 s knapp den Einzug in das Finale verpasste. Insgesamt belegte er den zehnten Platz. Einige Tage später gewann er mit der Staffel die Bronzemedaille und damit sein bestes Wettkampfergebnis in seiner sportlichen Laufbahn. Bei den IAAF World Relays 2015 konnte man sich zwar für das Finale qualifizieren, wurde darin allerdings disqualifiziert. Bei der Team-Europameisterschaft stellte Anne im Finale mit 45,26 s seine persönliche Bestzeit auf, die er seitdem nicht unterbieten konnte. Damit qualifizierte er sich für die Weltmeisterschaften in Peking. Dort verpasste er mit dem vierten Platz in seinem Vorlauf knapp den Einzug in die nächste Runde. Mit der Staffel hingegen gelang der Finaleinzug, in dem die vier Athleten den sechsten Platz belegen konnten.
2016 nahm Anne über 400 Meter an den Europameisterschaften in Amsterdam teil. Dabei zog er in das Finale ein, in dem mit 45,75 s den siebten Platz belegte. Einen Monat später trat er mit der Staffel bei den Olympischen Sommerspielen in Rio de Janeiro an, bei denen man nach dem Vorlauf ausschied. Nachdem er 2017, aufgrund eines Sehnenrisses des Musculus rectus femoris, nur an wenigen Wettkämpfen teilnehmen konnte, nahm er 2018 erneut mit der Staffel an den Europameisterschaften in Berlin teil und hatte damit seinen Anteil am Einzug in das Finale. Das Finale beendete die Staffel, ohne Anne als Läufer, auf dem vierten Platz. 2019 belegte er mit der Staffel den zweiten Platz im B-Finale der IAAF World Relays in Yokohama. Bereits ein paar Monate zuvor gewann er mit dieser Staffel die Bronzemedaille bei den Halleneuropameisterschaften in Glasgow. Später nahm er an den Weltmeisterschaften in Doha teil. Während er mit der Mixed-Staffel nach dem Vorlauf ausschied, belegte er mit der 4-mal-400-Meter-Staffel im Finale den siebten Platz.

## Wichtige Wettbewerbe
| Jahr                   | Veranstaltung               | Ort                    | Platz                  | Disziplin              | Zeit                   |
| Startet für Frankreich | Startet für Frankreich      | Startet für Frankreich | Startet für Frankreich | Startet für Frankreich | Startet für Frankreich |
| ---------------------- | --------------------------- | ---------------------- | ---------------------- | ---------------------- | ---------------------- |
| 2009                   | U23-Europameisterschaften   | Kaunas                 | 13.                    | 400 m                  | 46,93 s                |
| 2009                   | U23-Europameisterschaften   | Kaunas                 | 3.                     | 4 × 400 m              | 3:04,06 min            |
| 2010                   | Europameisterschaften       | Barcelona              | 6.                     | 4 × 400 m              | 3:03,85 min            |
| 2011                   | U23-Europameisterschaften   | Ostrava                | 5.                     | 400 m                  | 46,32 s                |
| 2011                   | U23-Europameisterschaften   | Ostrava                | 4.                     | 4 × 400 m              | 3:04,04 min            |
| 2012                   | Europameisterschaften       | Helsinki               | 4.                     | 4 × 400 m              | 3:06,44 min            |
| 2013                   | Mittelmeerspiele            | Mersin                 | 3.                     | 400 m                  | 45,81 s                |
| 2014                   | Europameisterschaften       | Zürich                 | 10.                    | 400 m                  | 45,79 s                |
| 2014                   | Europameisterschaften       | Zürich                 | 3.                     | 4 × 400 m              | 2:59,89 min            |
| 2015                   | Weltmeisterschaften         | Peking                 | 34.                    | 400 m                  | 45,55 s                |
| 2015                   | Weltmeisterschaften         | Peking                 | 6.                     | 4 × 400 m              | 3:00,65 min            |
| 2016                   | Europameisterschaften       | Amsterdam              | 7.                     | 400 m                  | 45,75 s                |
| 2016                   | Olympische Sommerspiele     | Rio de Janeiro         | 9.                     | 4 × 400 m              | 3:00,82 min            |
| 2018                   | Europameisterschaften       | Berlin                 | 4.                     | 4 × 400 m              | 3:02,08 min            |
| 2019                   | Halleneuropameisterschaften | Glasgow                | 3.                     | 4 × 400 m              | 3:07,71 min            |
| 2019                   | Weltmeisterschaften         | Doha                   | 12.                    | 4 × 400 m Mixed        | 3:17,17 min            |
| 2019                   | Weltmeisterschaften         | Doha                   | 7.                     | 4 × 400 m              | 3:03,06 min            |

## Persönliche Bestleistungen
Freiluft
- 400 m: 45,26 s, 20. Juni 2015, Tscheboksary

Halle
- 400 m: 46,91 s, 17. Februar 2013, Aubiére